# チャールズ・グレープウィン
チャールズ・エルズワース・グレープウィン（Charles Ellsworth Grapewin 、1869年12月20日 - 1956年2月2日）は、アメリカのボードビルおよびサーカスのパフォーマー、作家、舞台および映画俳優。無声映画の時代に100作品以上の映画に携わる。メトロ・ゴールドウィン・メイヤー『オズの魔法使』（1939）のヘンリーおじさん、『怒りの葡萄』の祖父（1940）のほか、『タバコ・ロード』のジーター・レスター、『壮烈第七騎兵隊』（1941）のカリフォルニア・ジョー役などで知られている。 

## 生涯
オハイオ州ゼニア生まれ。家出してサーカス団に入団したのち、空中曲芸師（aerialist）となり、やがて空中ブランコでサーカス演技アーティストとして有名なP・T・バーナムサーカスに属し世界中を旅した。メトロ・ゴールドウィン・メイヤーの有名なオズの魔法使い映画版に登場する36年前、1903年のブロードウェイプロダクションに登場している。 
この後、劇場で、そして舞台裏方など30年間続し、自身のための舞台劇も執筆。唯一のブロードウェイ劇場の功績として1905年に短期間上演された" It's Up to You John Henry"がある。 
グレープウィンは20世紀の変わり目に無声映画に出演するようになった。最初の映画は、フレデリック・S・アーミテージによって作られて1900年11月にリリースされた2つの「動くイメージショーツ」。チミーヒックス と ラムオムレツは両方とも1900年9月と10月に撮影され、その年の11月にリリースされた    。 
長いキャリアの中で『怒りの葡萄』や『タバコ・ロード』など数多くの映画に出演した。うち、『踊る不夜城』で共演したジュディ・ガーランドとバディ・イブセン の2人とは、のちに『オズの魔法使』でも共演しており、ガーランドとは『リッスン、ダーリン』でも共演している1940年代初頭にはEllery Queen映画シリーズでInspector Queenとして繰り返し役を務めた。

## 私生活
グレープウィンは1896年に女優のアンナ・チャンスと結婚し、1943年に彼女が亡くなるまで一緒にいた。  2年後の1945年1月10日、彼はロレッタ・マクゴーワンベッカーと結婚。  
グレープウィンは、86歳でカリフォルニア州コロナで老衰で死去。 彼の遺灰はカリフォルニアのグレンデールにある森林芝生記念公園墓地で妻とともに埋葬されている。  

## 代表的フィルモグラフィー
- 『ホテル行進曲（英語版）』 (1929)： Swanzey (デビュー作)
- 『脱線泥棒（英語版）』 (1930)： Simeon Tanner
- 『千萬長者 （英語版）』 (1931)： Ed Powers
- Gold Dust Gertie（英語版） (1931)： Nicholas Hautrey
- 『楽園の大河（英語版）』 (1931)： Doc Boax
- Hell's House（英語版） (1932)： Henry Clark
- The Big Timer（英語版） (1932)： Pop Baldwin
- 『真実の力（英語版）』 (1932)： Limpy
- Are You Listening?（英語版） (1932)： Pierce（クレジットなし）
- 『若き血に燃ゆる頃（英語版）』 (1932)： 医者（クレジットなし）
- 『十三号室の女（英語版）』 (1932)： Andy
- The Washington Masquerade（英語版） (1932)： Senator Simmons（クレジットなし）
- 『歓呼の涯（英語版）』 (1932)： Grocer
- 『狂乱のアメリカ（英語版）』 (1932)： Mr. Jones（クレジットなし）
- 『六月十三日の夜（英語版）』(1932)：ストローン老人
- 『白馬王国（英語版）』 (1932)： Sam Bass
- 『心の青空（英語版）』 (1932)： George, the Clerk
- 『ふるさとの唄（英語版）』 (1933)： Jed
- 『粧いの夫人（英語版）』 (1933)： Schultz
- 『餓ゆるアメリカ（英語版）』 (1933)： Pa Dennis
- 『真夜中の処女（英語版）』 (1933)： Clerk
- 『恋に賭けるな（英語版）』 (1933)： Pop McCaffery
- 『戦争と母性（英語版）』 (1933)： Dad Saunders
- 『時計は踊る（英語版）』 (1933)： Dr. Henderson（クレジットなし）
- 『第三の恋（英語版）』 (1933)： Freddy Gordon
- 『ブルースを唄う女（英語版）』 (1933)： Judson
- Wild Boys of the Road（英語版） (1933)： Mr. Cadman（クレジットなし）
- Female（英語版） (1933)：ハンバーガー屋の前にいた酔っ払い（クレジットなし）
- 『荒浪越えて（英語版）」 (1933)： ペック
- Two Alone（英語版） (1934)： Sandy Roberts
- 『キャラバン（英語版） 』 (1934)： Notary
- The Quitter（英語版） (1934)： Ed Tilford
- 『冷蔵庫の赤ん坊（英語版）』 (1934)： Joe Olesen
- The Loudspeaker（英語版） (1934)： Pop Calloway
- 『殺人鬼と光線（英語版）』 (1934)： Jessup
- 『プリースト判事（英語版）』(1934)： Sergeant Jimmy Bagby
- The President Vanishes（英語版） (1934)： Richard Norton
- 『紅雀 (映画)（英語版）』 (1934)： Dr. Tatum
- 『爆弾トラック（英語版）』 (1935)：ポップ・サリヴァン
- 『八点鐘（英語版）』 (1935)： Grayson
- Party Wire（英語版） (1935)： Will Oliver
- One Frightened Night（英語版） (1935)： Jasper Whyte
- 『上海（英語版）』 (1935)： Truesdale
- 『乙女よ嘆くな』 (1935)：ラム氏（ J. A. Lamb）
- King Solomon of Broadway（英語版） (1935)： Uncle Winchester
- 米国の機密室（英語版） (1935)： Martin
- Super-Speed (1935)： Terry Devlin
- 『噫初恋（英語版）』 (1935)： Dave McComber
- 『化石の森』(1936)： Gramp Maple
- 『闇に叫ぶ声（英語版）』 (1936)： Cal Royster
- 『小都会の女（英語版）』 (1936)： Dr. Ned Fabre
- 『結婚クーデター』(1936)： Mr. Bane
- 『嵐の翼（英語版）』 (1936)：ケンドリック
- Sinner Take All（英語版） (1936)： Aaron
- 『大地』 (1937)： Old Father
- A Family Affair（英語版） (1937)： Frank Redmond
- 『我は海の子』 (1937)： Uncle Salters
- 『春に背くもの（英語版）』 (1937)： Dr. Webster
- 『踊る不夜城（英語版）』 (1937)： James K. Blakeley
- Bad Guy（英語版） (1937)： Dan Gray
- 『大都会（英語版）』 (1937)： The Mayor
- 『悪漢の町（英語版）』 (1937)： Barney Lane
- 『我が心の歌（英語版）』 (1938)： Jim Meeker
- 『ポルカの歌姫』 (1938)： Uncle Davy
- 『大編隊（英語版）』 (1938)：医者
- Three Loves Has Nancy（英語版） (1938)： Grandpa Briggs
- 『リッスン、ダーリン（英語版）』 (1938)： Uncle Joe
- 『おしゃれ地獄（英語版）』 (1938)： James Harper
- Stand Up and Fight（英語版） (1939)： 'Old Puff'
- Burn 'Em Up O'Connor（英語版） (1939)： 'Doc' Heath
- Sudden Money（英語版） (1939)： Grandpa Casey Patterson
- The Man Who Dared（英語版） (1939) ： Ulysses Porterfield
- 『オズの魔法使』 (1939) ：ヘンリーおじさん
- 『流れ者・さすらう二人（英語版）』 (1939)： Pop
- Hero for a Day（英語版） (1939)： Uncle Frank 'Lucky' Higgins
- Sabotage（英語版） (1939)： Major Matt Grayson
- 『怒りの葡萄』 (1940)：祖父
- Johnny Apollo（英語版） (1940)： Judge Emmett T. Brennan
- Earthbound（英語版） (1940)： Mr. Whimser
- Rhythm on the River（英語版） (1940)： Uncle Caleb
- Ellery Queen, Master Detective (1940)： Insp. Queen
- Texas Rangers Ride Again（英語版）  (1940)： Ranger Ben Caldwalder
- 『タバコ・ロード』：ジーター・レスター
- Ellery Queen's Penthouse Mystery（英語版） (1941)： Inspector Richard Queen
- Ellery Queen and the Perfect Crime（英語版） (1941)： Insp. Queen
- Ellery Queen and the Murder Ring (1941)： Insp. Queen
- 『壮烈第七騎兵隊』（1941）：カリフォルニア・ジョー
- A Close Call for Ellery Queen（英語版） (1942)： Inspector Queen
- A Desperate Chance for Ellery Queen（英語版） (1942)： Insp. Queen
- Enemy Agents Meet Ellery Queen（英語版） (1942)： Inspector Richard Queen
- 『潜航決戦隊』 (1943)： Pop（クレジットなし）
- Follow the Boys（英語版） (1944)： Nick West
- Atlantic City（英語版） (1944)： Jake Taylor
- The Impatient Years（英語版） (1944)： Benjamin L. Pidgeon, Bellboy
- Gunfighters（英語版） (1947)： Inskip - Rancher
- The Enchanted Valley（英語版） (1948)： Grandpa
- Sand（英語版） (1949)： Doug
- When I Grow Up（英語版） (1951)： Grandpa Reed (最後の出演作)